# Beast of Blood
"Beast of Blood" é o 12º single da banda japonesa Malice Mizer, lançado pela Midi:Nette em 21 de junho de 2001. Composta por Mana, alcançou a 36ª posição na Oricon Singles Chart.

## Composição
"Beast of Blood" foi composta pelo guitarrista Mana. A canção foi descrita como uma fusão de três estilos musicais: clássico, metal e pop. Arpejos de órgão e cravo foram sobrepostos com acordes de metal e um "refrão estilo J-pop". A canção foi descrita como "ritmicamente idiossincrática", apresentando mudanças abruptas de andamento à medida que alterna entre estilos.
A letra da música, escrita por Klaha, está em inglês e japonês. Ela foi descrita como "um ode ao vampirismo ".

## Recepção
Na na Oricon Singles Chart, o single alcançou a 36ª posição e ficou na parada por um total de 2 semanas. Vendeu 10.960 cópias enquanto esteve na parada. Apesar de não vender tão bem quanto os singles de sucesso do Malice Mizer, "Beast of Blood" é considerado uma das canções mais populares da banda.
Loryn Stone do Nerdbot classificou "Beast of Blood" como a melhor música visual kei do final dos anos 1990 e início dos anos 2000. Ranker.com listou "Beast of Blood" como uma das três músicas mais populares do Malice Mizer, junto com "Gekka no Yasōkyoku" e "Au Revoir".

## Videoclipe
O videoclipe de "Beast of Blood" foi filmado principalmente em preto e branco. Fora do refrão, a única coisa colorida é o sangue vermelho fluindo sobre um chão xadrez preto e branco. O uso da cor no vídeo foi inspirado no filme de terror italiano Suspiria (1977). Ao longo do vídeo, os instrumentistas da banda (Mana, Közi e Yu~ki), vestidos com trajes pretos inspirados no gótico e usando maquiagem pesada, são apresentados tocando instrumentos clássicos de cordas, enquanto Klaha atua como maestro de orquestra.
Ao longo do vídeo, há imagens de crianças em "vários estados de transformação". Um rosto sem traços característicos emerge do sangue e se transforma em um menino. Em outro momento, os olhos de uma menina se transformam em um "tamanho perturbadoramente grande". Ken McLeod identificou esse conceito como uma "identidade híbrida liminar".
O vídeo é consistente com o tema de vampirismo da música. Ele "projeta uma imagem de opulência e riqueza históricas", amplificada pelo uso de espelhos dourados e luxuosas cortinas de veludo. A atmosfera foi descrita como "evocando as [...] imagens do mundo aristocrático do Drácula de Bram Stoker".

## Faixas
| N.º            | Título                          | Duração |  |
| 1.             | "Beast of Blood"                | 5:09    |  |
| 2.             | "Baptism of Blood"              | 2:39    |  |
| 3.             | "Beast of Blood" (Instrumental) | 5:05    |  |
| 21.            | "Bara no Souretsu" (薔薇の葬列) | 6:21    |  |
| Duração total: | Duração total:                  | 19:14   |  |

- As faixas 4–20 consistem em apenas alguns segundos de silêncio.

## Créditos
- Klaha – vocais
- Mana – guitarra
- Közi – guitarra
- Yu~ki – baixo